# Germany.ru
«Germany.ru» («Германия по-русски») — интернет-портал, ориентированный на русскоязычных жителей Германии. Лауреат Премии Рунета (2006).
Сайт позиционирует себя как «онлайн-платформу для коммуникации, информации и развлечений». Авторы сайта одной из задач считают помощь в интеграции русскоязычного населения Германии, а также поддержку предпринимателей и туристов.

## История
Сайт был создан в сентябре 1999 году студентом Кёльнского политехнического института Андреем Брукманном как интернет клуб, объединяющий русскоязычных интернет-пользователей из Германии. Регистрация домена «Germany.ru» стоила около 100 долларов. Работе над сайтом Брукманн уделял большую часть свободного времени. Вскоре этот проект стал приносить прибыль. Изначально регистрации на сайте не было, её ввели через пару лет. К сентябрю 2002 года на сайте было зарегистрировано более 60 000 человек, а ежедневная посещаемость составила примерно 6000 посетителей. Сайт не только служил местом для общения, но и стал выполнять справочную функцию. К преимуществам сайта издание Русская Германия относило каталог интернет-ресурсов, раздел культурных мероприятий «Афиша», а также возможность получить юридическую консультацию. Среди пользователей сайта стали проводиться ежегодные встречи. По данным издания Коммерсантъ, в 2006 году «Germany.ru» являлся крупнейшим русскоязычным порталом за пределами России. Количество просмотров заглавной страницы за месяц составило 1,8 млн. В 2006 году сайт удостоился Премии Рунета в номинации «Рунет за пределами RU».
Портал «Germany.ru» совместно с продюсером Андреем Муратовым стал заниматься организацией концертов исполнителей русского рока в рамках проекта «Русский рок в Германии». С 2002 по 2012 годы в Германии с концертами выступили более 30 популярных российских, украинских и белорусских рок-групп.

## Статистика
На «Germany.ru» зарегистрировано более 642 000 пользователей. 

## Сервисы
Регистрация на сайте бесплатная. После регистрации в системе пользователь получает в своё распоряжение страницу профиля, который выполняет функции коммуникационного центра. Профиль объединяет в себе различные сервисы сайта: форумы, чат и т. д. Пользователям «Germany.ru» доступна система личных сообщений. Предоставляется электронный почтовый ящик в домене germany.ru (или strana.de), а также бесплатный хостинг. Пользователи могут выбирать варианты оформления сайта (скины). На сайте есть радио-проигрыватель, где можно послушать несколько русских радиостанций.

### Основные разделы
У «Germany.ru» 8 основных разделов. Они представлены на панели закладок сайта:
- Афиша. В разделе представлен список мероприятий, проводимых в Германии. Это различные концерты русских рок- и поп-групп, выступления звёзд шансона, эстрады и юмористов, театральные спектакли. Есть возможность онлайн покупки билетов[13].
- Знакомства. В этом разделе предоставляется сервис сайта знакомств[9]. На раздел знакомств приходится более 4 % посещений сайта[14].
- Фото. Раздел содержит фотоальбомы пользователей «Germany.ru». Все альбомы поделены на несколько тематических категорий. Имеется форма поиска, возможен поиск по тегам[15]. Пользователями загружено более 687 000 фотографий[9].
- Форумы. В разделе приведены ссылки на форумы сайта. Всего на «Germany.ru» 56 открытых форумов, среди них один немецкоязычный. Форумы поделены на несколько тематических категорий: «Наша Гостиная», «Культура и Искусство», «Chat-offline», «Житейские темы», «Всё о Германии», «Computer & IT», «Иммиграционные, визовые и консульские вопросы», «Частные объявления»[16]. На форумах можно найти ответы юридические и бытовые вопросы о Германии. Форумы «Germany.ru» являются постмодерируемыми[17]. Модерацию форумов осуществляют на добровольной основе несколько активных пользователей, назначенных администрацией сайта. Раздел форумов является самым популярным на «Germany.ru». По данным Alexa.com, на форумы приходится более 77 % посещений сайта[14].
- Группы. В разделе приведён перечень групп сайта. Фактически группа представляет собой форум, который может создать любой зарегистрированный пользователь сайта. Группы поделены на несколько тематических категорий: «Города и регионы», «Человеческие взаимоотношения», «Дискуссии», «Хобби», «Искусство», «Компьютеры и интернет», «Общение», «Спорт и активный отдых», «Семья и быт», «Флора и фауна», «Знание и наука», «Бизнес и финансы», «Другое». Имеется форма поиска, возможен поиск по тегам. На сайте более 700 активных групп; в самой большой из них более 11 000 участников[18]. На группы приходится более 6 % посещений сайта[14].
- Чат. Участвовать в чате «Germany.ru» могут все зарегистрированные пользователи сайта. Имеется 5 чатовых комнат. Русско-немецкий чат «Germany.ru» находится на 28 месте Яндекс.Каталога чатов[19].
- Фирмы и услуги. В разделе представлен каталог фирм и услуг. Имеется форма поиска, возможен поиск по тегам[20]. Размещение объявлений в каталоге производиться за определённую плату[21].
- Объявления. Раздел объявлений, размещаемых пользователями сайта. Имеется форма поиска.

### Сноски
1. ↑  Здесь и далее данные приведены по состоянию на ноябрь 2012 года.